# Farnezol
Farnezol je priridno organsko jedinjenje sa 15 atoma ugljenika, koje je aciklični seskviterpenski alkohol. Pod normalnim uslovima ono je bezbojna tečnost. Farnezol je nerastvoran u vodi, ali se meša sa uljima.
Farnezol se formira iz petougljeničnih izoprenskih jedinjenja u biljkama i životijama. Fosfatom aktivirani derivati farnezola su gradivni blokovi većine, ako ne i svih, acikličnih seskviiterpenoida. Ta jedinjenja se uparuju da formiraju 30-ugljenika duge skvalene, koji su prekurzori steroida kod biljaka, životinja i gljiva.